# The Hollies
The Hollies (рус. Холлиз) — британская рок-группа, исполняющая бит-музыку; один из ведущих представителей «британского вторжения». Создана в 1962 году в Манчестере.
Хотя часто утверждается, что группа взяла своё название в честь Бадди Холли, сами музыканты связывают его с традиционными рождественскими украшениями из остролиста (англ. holly).

## Карьера
Организовали группу школьные друзья Аллан Кларк и Грэм Нэш, до этого игравшие в Two Teens, Ricky & Dane, Guytones и Deltas. Именно группа Deltas и стала ядром будущих Hollies. В 1963 году Hollies дважды попадали в английский хит-парад (песни «Searchin» и «Stay»), а в 1966 году достигли американского чарта с песнями «Can’t Let Go», «Bus Stop», «Stop Stop Stop».
Hollies — один из немногих представителей «британского вторжения», продолживших записываться и выступать в 1980-х. Мелодичные композиции (весьма напоминающие по стилистике «Битлз») на протяжении почти 30 лет претерпели лишь незначительные изменения. В конце 1960-х музыканты попытались отойти от своего традиционного звучания (альбом Evolution и Butterfly), но слушатели не восприняли Hollies в таком качестве.
В 1968 году группу покинул Грэм Нэш, который вместе с Дэвидом Кросби и Стивеном Стиллзом организовал в США не менее известную группу Crosby, Stills & Nash. Последовала серия изменений состава, Аллан Кларк начал сольную карьеру. Но в целом 1970-е прошли для группы без каких-либо серьезных потрясений. В 1983 году для записи одного альбома к музыкантам присоединился Грэм Нэш.

## Дискография
- Stay With the Hollies — 1964
- In The Hollies Style — 1964
- The Hollies — 1965
- Would You Believe? — 1966
- For Certain Because — 1966
- Evolution — 1967
- Butterfly — 1967
- Hollies Sing Dylan — 1969
- Hollies Sing Hollies — 1969
- Confessions of the Mind — 1970
- Distant Light — 1971
- Romany — 1972
- Hollies — 1974
- Another Night — 1975
- Write On — 1976
- Russian Roulette — 1976
- Hollies Live Hits — 1977
- A Crazy Steal — 1978
- 5317704 — 1979
- Hollies Sing Buddy Holly — 1980
- What Goes Around — 1983
- Reunion — 1983
- Staying Power — 2005